# Richard Throssel
Richard Throssel est un photographe américain né en 1882 à Marengo et mort en 1933. Cri adopté par les Crows, il est connu pour ses portraits de Nord-Amérindiens.

## Galerie

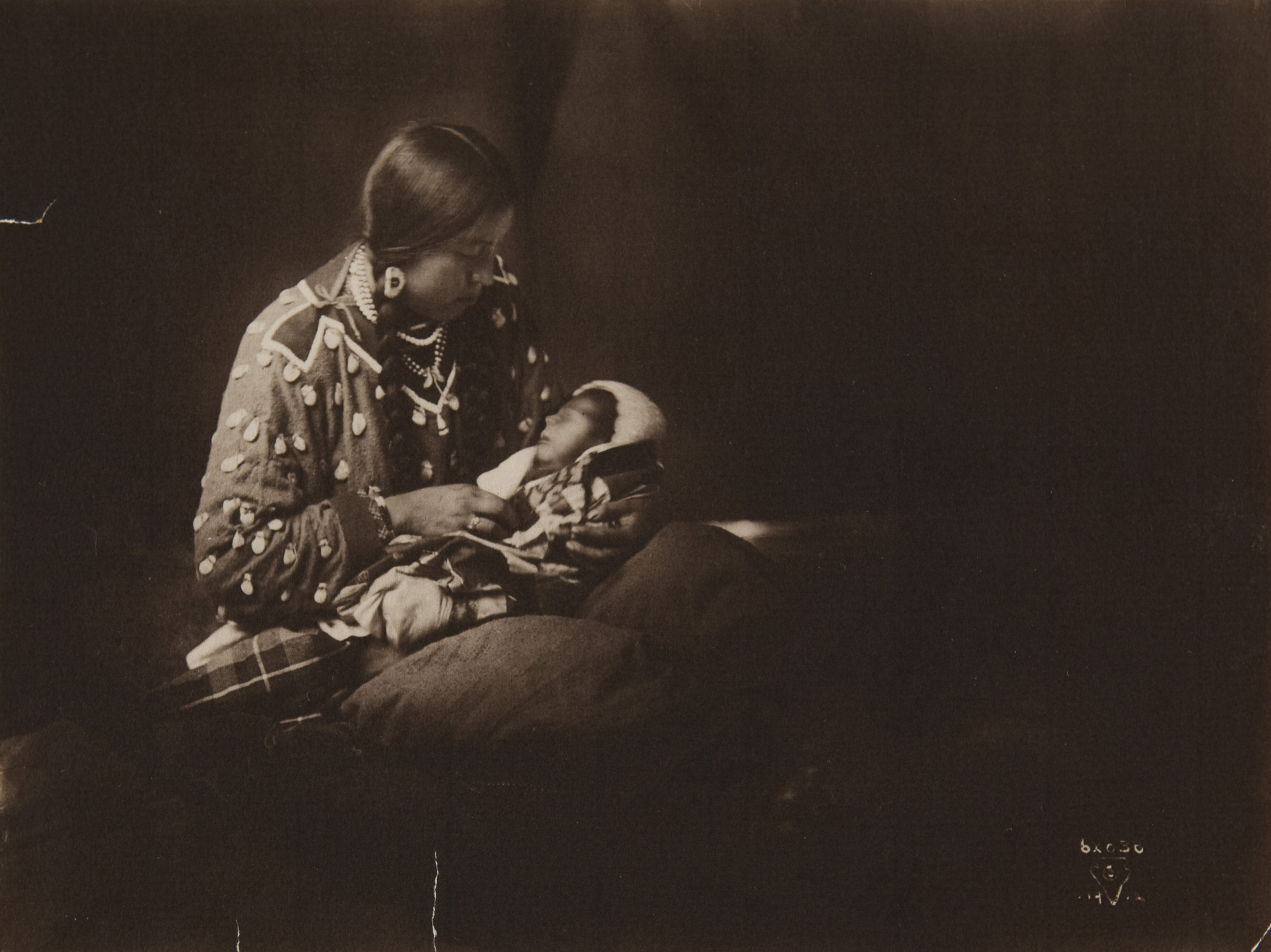
The Modern Modonna
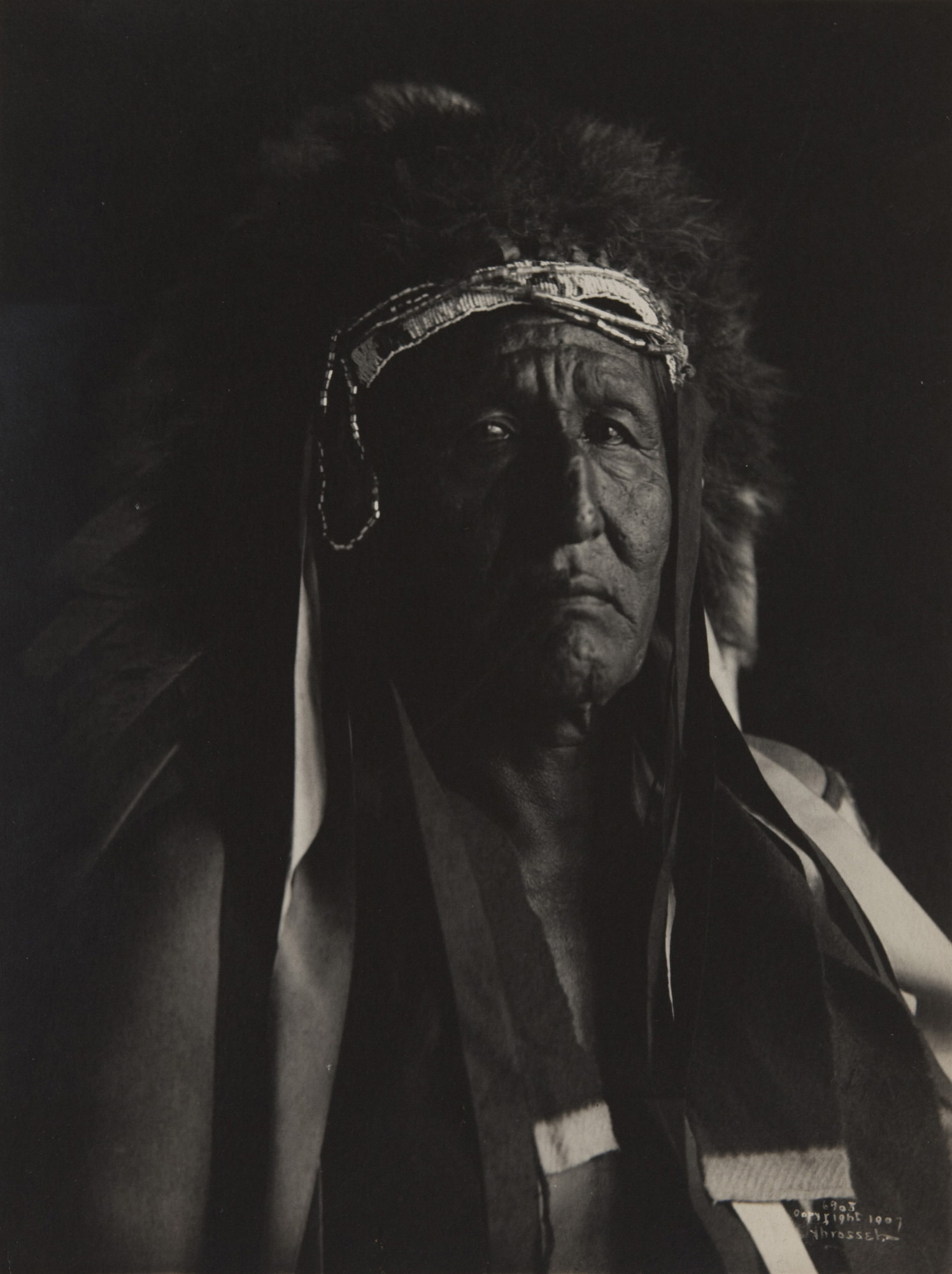
Sans-titre (Amérindien avec une coiffe de bison)
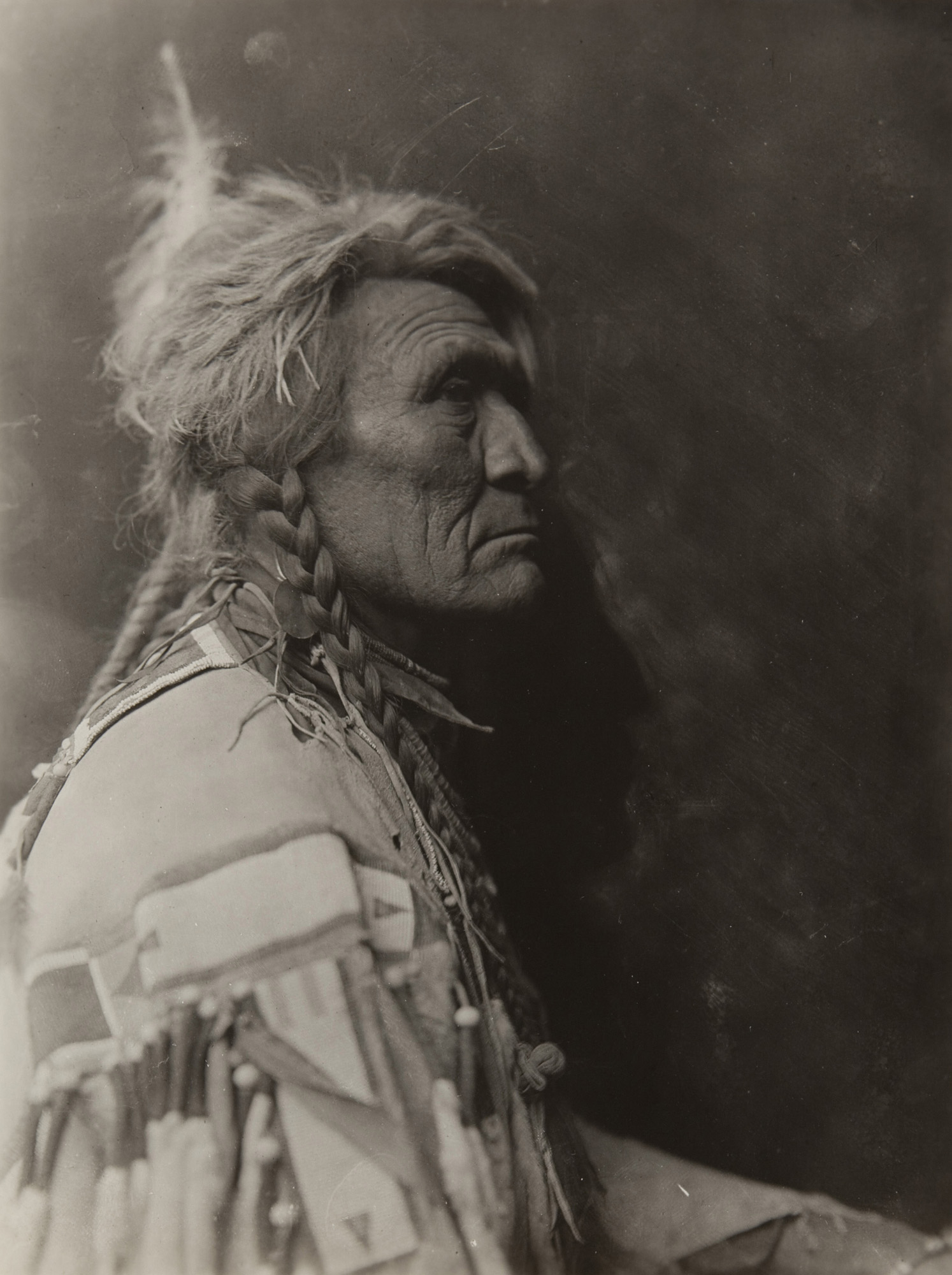
Wolf - Crow
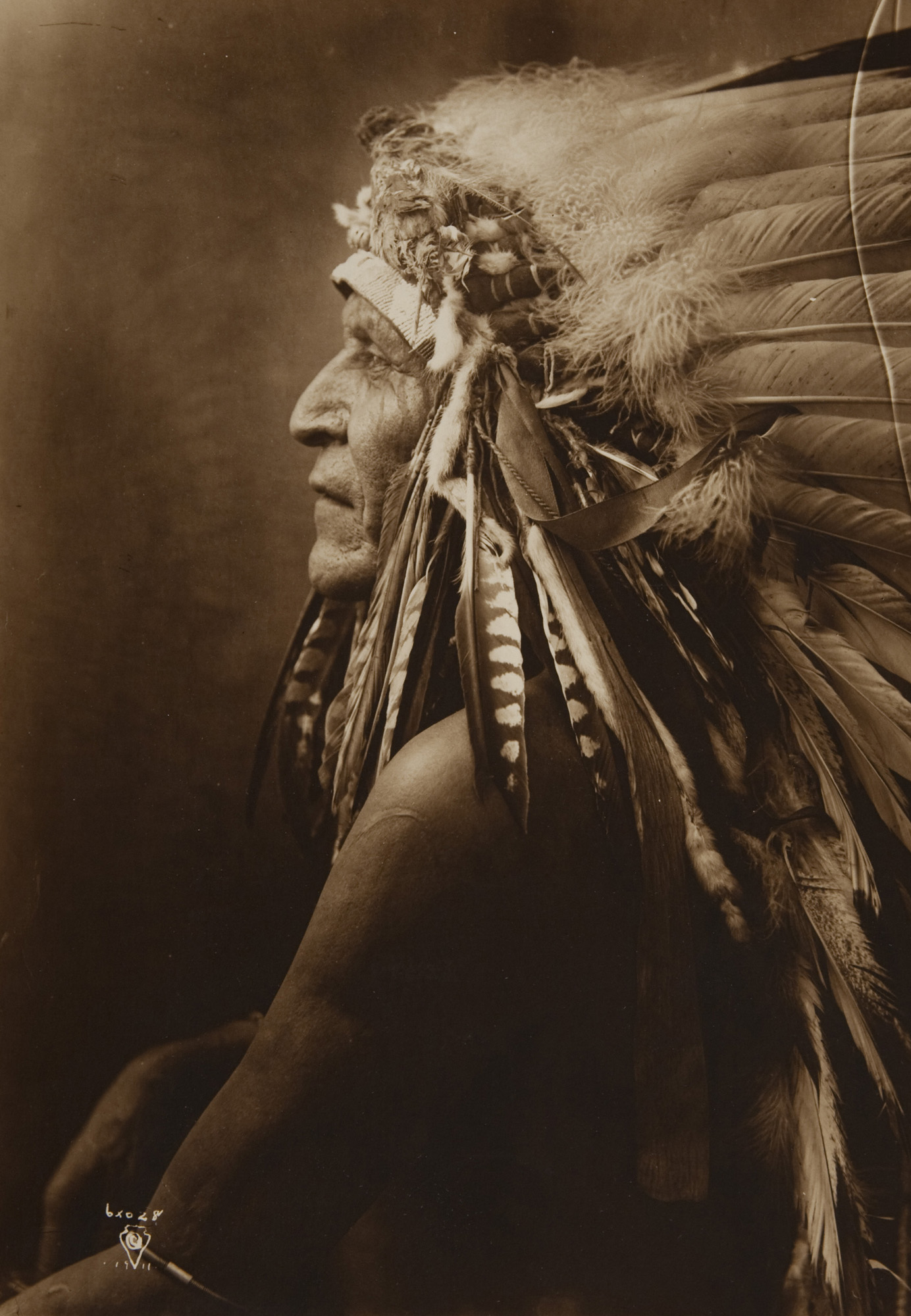
Goes Ahead - Crow
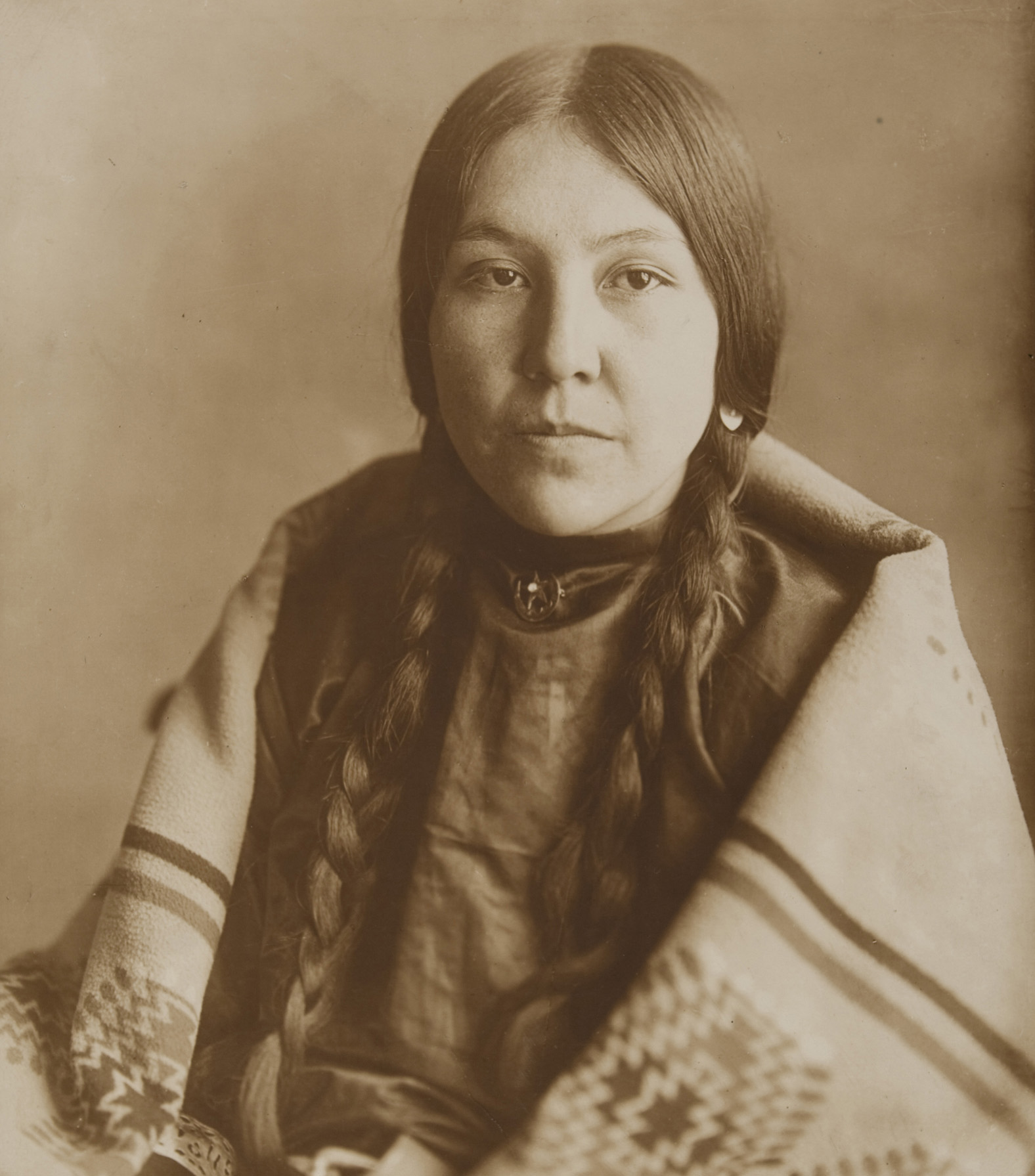
Carries The War Staff - Crow
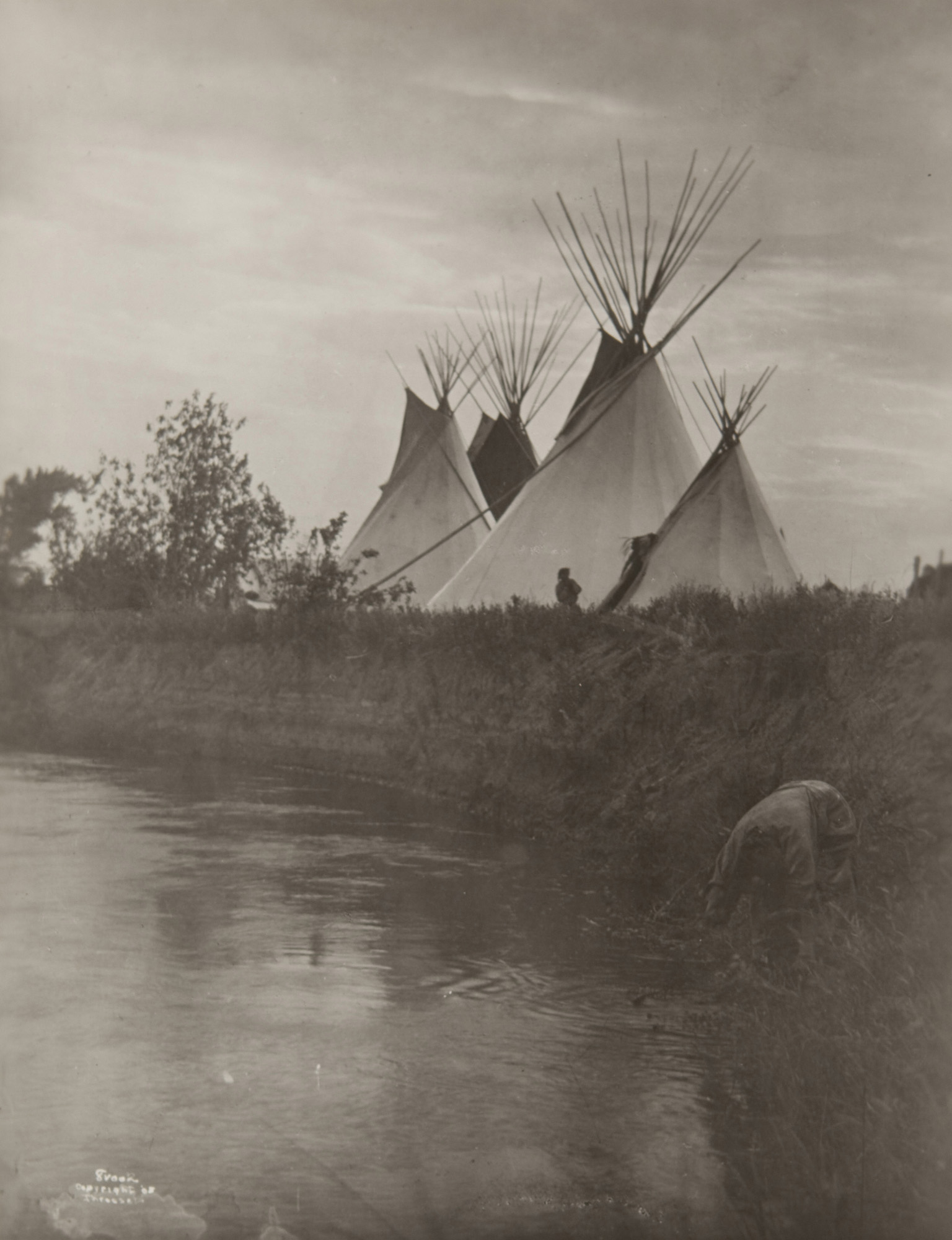
Lodges of the Chiefs